# Ugo Sciascia
Ugo Sciascia (Agrigento, 1911 – 1992) è stato un attivista, conduttore televisivo e critico cinematografico italiano, direttore generale dei Comitati Civici, presentatore della trasmissione Rai Vivere Insieme, giornalista, docente di Psicologia sociale e Tecnica della propaganda, autore e divulgatore del realismo dinamico.

## Biografia
Ugo Sciascia nel 1946 fu maggiore dell'Arma del Genio, autore di alcune pubblicazioni di contenuto militare.
Divenne  segretario generale dell'Ente Spettacolo (oggi Fondazione Ente Spettacolo) nell'aprile del 1947.
Fu direttore generale nel 1952 e poi presidente nel 1957 dei Comitati Civici fondati da Luigi Gedda nel 1948. Insegnò Psicologia Sociale e Psicologia dell'apostolato presso l'Università Pontificia Lateranense e Tecnica della Propaganda all'università Pro Deo (oggi LUISS).
Fu scrittore e divulgatore scientifico. Fu giornalista e pubblicista per numerosi periodici, cattolici e non, su tutto il territorio nazionale. Diresse la rivista Collegamento dei Comitati Civici e alcune rubriche su giornali quotidiani. Collaborò con la rivista per ragazzi Il Vittorioso e con la Rivista del cinematografo. Conferenziere e moderatore partecipò a convegni e tavole rotonde in tema di sociologia, psicologia, famiglia, cinema.
Dal 1962 al 1970 condusse 80 puntate di una popolare trasmissione televisiva in prima serata sul primo canale nazionale (oggi Rai 1): Vivere insieme. Consisteva in un atto unico teatrale scritto appositamente e commentato al termine da esperti in un dibattito di cui Sciascia era moderatore e presentatore. Collaborò ad altre trasmissioni televisive e radiofoniche.
Dagli anni sessanta in poi fu moderatore e relatore di incontri per dirigenti e imprenditori dell'U.C.I.D. ed altri tenuti da Paolo Arnaboldi, Tommaso Demaria e Giacomino Costa su temi sociologici, economici, filosofici e metafisici del realismo dinamico. Successivamente divenne egli stesso, sia come docente che come conferenziere autore di opere di approfondimento, sviluppo e divulgazione del realismo dinamico.

### Direttore dei Comitati Civici
I Comitati Civici (CC) furono organizzati in due settimane per rispondere ad un appello ai cattolici di papa Pio XII, allarmato dalla possibilità di vittoria della compagine socialista e comunista riunite elettoralmente nel Fronte Democratico Popolare alle elezioni del 1948. Le elezioni in Sicilia del 1947 avevano mostrato un avanzamento del Fronte Democratico Popolare ed un arretramento della compagine cattolica rappresentata elettoralmente dalla Democrazia Cristiana. La Democrazia Cristiana non rispose al papa e mantenne una posizione ambigua sulla reale volontà di costruire una società cristiana. La DC preferiva una posizione di moderazione e non una netta contrapposizione alla sinistra perché temeva o riteneva inevitabile l'avvento di una maggioranza di sinistra alle successive elezioni. Luigi Gedda allora presidente della sezione uomini della Azione Cattolica, raccolse l'appello di papa Pio XII e divenne il promotore ed il presidente dei Comitati Civici (CC). Gedda diede ai CC una linea propagandistica che accentuò fortemente i toni della campagna elettorale in senso anticomunista e di difesa della incolumità e dei valori dei cristiani. I CC ottennero la repentina e massiva mobilitazione dell'elettorato cattolico. Letteralmente portarono alle urne un gran numero di invalidi, infermi, persone non autosufficienti ed elettori cattolici che non sarebbero andati a votare senza l'insistenza dei 20.000 attivisti che a loro volta diressero un numero ancora maggiore di fedeli cattolici. Basi operative dei CC furono anche molte comunità parrocchiali diffuse capillarmente su tutto il territorio nazionale, con il supporto di numerosi vescovi e sacerdoti. Il risultato fu la vittoria della compagine cattolica ottenuta il 18 aprile 1948 con 12,7 milioni di voti rispetto agli 8,1 del Fronte Democratico Popolare. Il cardinale Giuseppe Siri nel 1975 dichiarò che la vittoria cattolica alle elezioni del 18 aprile 1948 fu ottenuta per l'intervento determinante dei Comitati Civici.
Ugo Sciascia già nel marzo 1948 risulta stretto collaboratore di Luigi Gedda, il fondatore dei Comitati Civici, che gli affidò delicate missioni. Nel 1952 Gedda divenne presidente della ACI (Azione Cattolica Italiana), lasciò la presidenza dei CC e nominò come direttore generale Ugo Sciascia che ne divenne anche il portavoce politico. Assieme all'assistente ecclesiastico padre Lucio Migliaccio, Sciascia costituì il direttorio operativo e attivistico dei Comitati Civici.
Sciascia nel 1952 delineò la missione ultima dei Comitati Civici: "dare all'Italia un volto cristiano". In prima pagina del giornale La Stampa nel 1953 riporta le previsioni sulle prossime elezioni assieme ad Andreotti, Matteotti, Terracini, De Marsanich e Parri. Sciascia lanciò gli slogan dei CC: "Governo democristiano o non governo". Condusse tutte le battaglie politiche dei CC sia in occasione delle tornate elettorali che a sostegno della Ungheria nel 1956 e per la campagna referendaria contro la legge per il divorzio conclusasi nel 1974.
In un articolo del 1957 Filippo Pucci descrisse l'organizzazione dei Comitati Civici. Gli attivisti, muniti di presentazioni e referenze autorevoli, erano preparati con una formazione di 20 giorni al "Getzemani" un vero e proprio centro corsi presso Casale Cortecerro, detto l'"Università degli attivisti". La formazione era sia teorica che pratica sempre accompagnata da momenti di spiritualità. I corsisti dovevano sostenere prove pratiche come tenere una conferenza, preparare un giornale o un manifesto, tenere un comizio improvvisato. Tra tutti gli attivisti formati, alcuni dotati di un profilo particolarmente adatto, superate con successo le prove previste, venivano dichiarati idonei, in totale 1500 e di questi il 20% erano donne. Molti idonei erano poi "assunti" in qualità di attivisti "professionali" al servizio dei CC. Il quartier generale dell'intero apparato era a Roma in un'ala di Palazzo Pio. Lo diressero Ugo Sciascia e padre Lucio Migliaccio "un giovane sacerdote napoletano dotato di erompente dinamismo". La legittimazione ai CC ad agire a nome e per conto dei cattolici la diede direttamente papa Pio XII in un discorso del 12 aprile 1953: "Voi non formate un partito politico, ma nessuno potrà negarvi il diritto di unirvi, organizzarvi e di intervenire con ogni mezzo lecito".
Nel 1964 i CC furono coinvolti nelle voci, giunte in particolare dalla Francia, di un possibile colpo di stato in Italia. Furono scagionati anche in un articolo di Vittorio Gorresio che scrisse: "...qualche fiducia possa esser riposta almeno in Gedda, in padre Migliaccio, nell'ing. Sciascia. Sono gli ultimi venuti in scena ed entrano anche essi nella favola, probabilmente loro malgrado, a loro insaputa; ma in una favola italiana stanno bene anche loro, la arricchiscono, e piaceranno all'estero".
L'ultima grande battaglia elettorale combattuta dai CC fu quella per il referendum del 1974 per l'abrogazione della legge sul divorzio. Ugo Sciascia si schierò in prima linea per il sì (per la cancellazione della legge che consentiva il divorzio) mettendo in campo la sua notorietà televisiva come sociologo ed esperto di vita famigliare. Nella accesa dialettica fu oggetto di critiche da parte del fronte del no (per il mantenimento della legge che consentiva il divorzio) Lietta Tornabuoni lo annoverò tra le "star" dei Comitati Civici assieme a Gabrio Lombardi e al "televisivo" Padre Mariano. Fortebraccio in prima pagina dell'Unità scrisse:" Dei discorsi del vice Gedda, ing. Sciascia, non abbiamo capito molto...".
I CC operarono fino circa alla fine degli anni settanta e la loro funzione fu progressivamente sostituita dall'apparato organizzativo della Democrazia Cristiana che si era via via accresciuto a partire dagli anni sessanta.

### Conduttore televisivo:Vivere insiemedal 1962 al 1970
Il 28 aprile 1962 viene lanciato la trasmissione Vivere insieme, che tratterà i problemi di una comune famiglia e che verrà paragonata ad altre trasmissioni coeve ad alto valore educativo, come Non è mai troppo tardi o Telescuola.
Daniela Brancati scrisse in un suo saggio sulla storia della televisione in Italia: "Il 1962 è un anno di innovazione. Il programma nazionale lancia Vivere Insieme, una serie di originali tv che affrontano i problemi della famiglia, non rappresentata come luogo ideale mitizzato ma come effettivamente è, un luogo di relazioni e reazioni complesse. Il finale aperto lasciava al dibattito il compito di approfondire il tema. Il coordinatore è Ugo Sciascia e la trasmissione andrà avanti per 80 episodi fino al 1970."
Il giornalista Ugo Buzzolan tracciò in un suo articolo un profilo di Sciascia come conduttore televisivo: "Ugo Sciascia, il signore gentilissimo, un po' affannato ed un po' calvo che all'inizio sbriga la corrispondenza e poi dirige il dibattito". Nel 1985 Francesco Protonotari lo descrisse come: "Ugo Sciascia, che ha un bell'aspetto aristocratico (assomiglia un tantino a Vianello che, come si sa, è figlio di un ammiraglio) e parla forbito, come un buon parroco di città, colto e raffinato".
La trasmissione Vivere insieme consisteva in un atto unico teatrale scritto appositamente commentato al termine da esperti in un dibattito con interventi anche dal pubblico e di cui Ugo Sciascia era moderatore e presentatore. I testi furono scritti da sceneggiatori tra i quali Maurizio Costanzo, Gino De Sanctis, Belisario Randone, Edoardo Anton ed interpretati da attori tra cui Mariangela Melato, Raffaella Carrà, Lia Zoppelli, Daniela Goggi, Milena Vukotic, Ernesto Calindri, Ugo Pagliai, Riccardo Garrone, Gabriele Lavia, Riccardo Cucciolla, Glauco Mauri, Stefano Satta Flores, Piera degli Esposti, Ottavia Piccolo, Orazio Orlando e molti altri. La trasmissione fu molto popolare e trasmessa dal 1964 in prima serata sul primo canale RAI in un orario in cui si contavano 12 milioni di telespettatori. Ugo Sciascia divenne un personaggio noto al pubblico televisivo come "professore" esperto di psicologia, sociologia e dinamiche della vita famigliare.
Ugo Sciascia risulta citato anche curatore o consulente di altre trasmissioni televisive o radiofoniche: La piramide rovesciata ed In prima persona serie televisiva del 1971.

### Scrittore, giornalista e pubblicista
All'inizio degli anni cinquanta collaborò con Il Vittorioso il giornale a fumetti per ragazzi fondato nel 1933. Scrisse articoli di scienza e tecnica spesso illustrati da Kurt Caesar: l'avventura italiana del gas e del petrolio 1951, Cinecittà, la calcolatrice a schede perforate 1952, la produzione del nailon, la televisione italiana 1954.
Dal 1951 fu collaboratore abituale della Rivista del cinematografo assieme a Mario Verdone, Gian Luigi Rondi, Paolo di Valmarana. La sua attività come esperto di cinematografia si attuò anche attraverso la partecipazione a rassegne e tavole rotonde in presenza di protagonisti del cinema e della cultura di quel tempo: Pier Paolo Pasolini, Pasquale Festa Campanile, Ermanno Olmi, Damiano Damiani, Renato May, Ernesto Laura, il sociologo Sabino Acquaviva, Suso Cecchi D'Amico, padre Nazzareno Taddei, Franco Cristaldi, Pietro Germi, Carlo Lizzani, Nanni Loy, Alessandro Blasetti, Marco Bellocchio.
Come giornalista oltre alla sua attività radiofonica e televisiva fu il direttore della rivista Collegamento dei Comitati Civici e autore di numerosi articoli per la stampa periodica cattolica. Dal 1965 tenne sulla Gazzetta del Mezzogiorno una rubrica di risposte alle domande dei lettori di contenuto psicologico e di relazione famigliare. Nel 1967 fu il direttore della rivista dedicata alle donne Punto e a capo con il motto "donna nuova per una società migliore".
Ugo Sciascia scrisse alcune opere di carattere divulgativo per ragazzi di contenuto tecnico scientifico: La storia delle invenzioni 1959, La conquista dello spazio, 1971. A seguito del successo televisivo della trasmissione Vivere insieme pubblicò nel 1965 con Eri Edizioni Rai un libro dallo stesso titolo. Ugo Buzzolan ne fece una critica sulle pagine del giornale La Stampa considerando il libro meglio riuscito della trasmissione stessa. Nel 1966 pubblicò il libro di educazione civica Cultura Politica. Vivere insieme civile con l'editrice La Scuola.
Ugo Sciascia a causa dell'omonimo cognome e comune origine agrigentina con lo scrittore siciliano Leonardo Sciascia talvolta è stato erroneamente confuso con quest'altro autore.

## Il realismo dinamico
Ugo Sciascia fu moderatore ad alcune tavole rotonde dell'U.C.I.D. negli anni sessanta. In quelle occasioni venne a contatto con Paolo Arnaboldi, Tommaso Demaria e Giacomino Costa dai quali ebbe modo di conoscere il realismo dinamico: la filosofia e metafisica orientata alla interpretazione della realtà storica ed alla promozione di un diverso modello di società non capitalista, non marxista o socialista ma di tipo organico dinamico.
Da iniziale uditore, a partire dal 1968, divenne autore e sviluppatore del realismo dinamico tenendo relazioni e conferenze sul tema. La sua azione fu divulgativa. Sciascia compì uno sforzo per rendere fruibili e comprensibili le scoperte della metafisica realistico dinamica di Tommaso Demaria in ambito di interpretazione della realtà storica, in ambito teologico e di modello sociale. Sua è la coniazione in ambito realistico dinamico del termine ideanima che Sciascia intendeva proporre per indicare quello che nel gergo del realismo dinamico è l'ideoprassi, cioè l'ideologia come prassi razionalizzata, ciò che per utilizzare la terminologia corrente, viene indicato come il tipo e/o modello di sviluppo.
Ugo Sciascia fu anticomunista militante ed ebbe ben chiare quali erano le critiche che venivano mosse alla ideologia marxista. Nel 1949 la Congregazione del Sant'Uffizio emanò un decreto popolarmente conosciuto come la scomunica ai comunisti, evidenziando il carattere anticristiano del comunismo. A Ugo Sciascia erano altrettanto chiaramente note le critiche e le condanne che erano rivolte verso l'altra ideologia che sosteneva il modello di sviluppo liberal capitalista. La condanna della Chiesa cattolica del liberal capitalismo fu pronunciata già da Leone XIII nel 1891 con la enciclica Rerum Novarum e ribadita successivamente da altri pontefici tra cui Paolo VI, Giovanni Paolo II e successivamente da Benedetto XVI e Francesco. Nonostante questi ripetuti pronunciamenti dei pontefici il liberal capitalismo era considerato la via da seguire anche da molti attori politici ed economici cattolici. Tommaso Demaria approfondì con gli strumenti del realismo dinamico la critica ai due modelli di sviluppo marxista e capitalista giungendo alla formulazione del "vero" modello di società che definì organico dinamico (dinontorganico), laico e profano, in tutto compatibile con la razionalità della vita che coincide nella fattispecie con il logos dei cristiani. Ugo Sciascia fece proprio quel nuovo modello di sviluppo organico dinamico e lo divulgò tramite opere letterarie e nella sua funzione di docente e conferenziere. La sua azione di diffusione dell'"ideanima" organico dinamica non passò inosservata sia ad esponenti del pensiero marxista-socialista che a cattolici di orientamento liberal capitalista che giunsero a descrivere lo Sciascia divulgatore del realismo dinamico anche come il teorizzatore del cristianesimo come ideologia.

## Opere
- Ugo Sciascia, Tecnica della propaganda: Istituto superiore di giornalismo, anno accademico 1950-1951, Roma, Ed. Internazionali Sociali, 1951.
- Ugo Sciascia, Tecnica della propaganda: Anno accademico 1951-52, Istituto superiore di giornalismo e di scienze dell'opinione pubblica, Ed. Internazionali Sociali, Roma, Università Internazionale pro Deo, 1952.
- Ugo Sciascia, Invito alla critica cinematografica, a cura di Luigi Civardi, Ugo Sciascia, Giorgio Santarelli, Silvano Battisti e Sergio de Marchis (Comitato nazionale di gioventù studentesca), Roma, Tip. Guido De Gregorio, 1952.
- Ugo Sciascia, Le invenzioni dell'uomo, Brescia, La Scuola, 1954.
- Ugo Sciascia, La nostra parte nel mondo, Milano, Massimo, 1957.
- Ugo Sciascia, Storia delle invenzioni, Brescia, La Scuola, 1959.
- Ugo Sciascia, Incontri con i genitori, Roma, Edizione Cronache di Villa Flaminia.
- Ugo Sciascia, Psicologia dell'apostolato, Roma, Coletti, 1961.
- Ugo Sciascia, Schema delle conversazioni tenute dal prof. ing. Ugo Sciascia, docente di psicologia dell'apostolato presso la Pontificia Universita Lateranense e direttore generale del comitato civico nazionale, 28-29 dicembre 1961, Pescara, Tip. L'arte della stampa, 1961.
- Ugo Sciascia, Tempo di unione : la Chiesa e l'attuale processo di unificazione del mondo, Roma, Edizioni romane Mame, 1962.
- Ugo Sciascia, Vivere insieme, Torino, ERI, 1965.
- Ugo Sciascia, Cultura politica : vivere insieme civile, Brescia, La Scuola, 1966.
- Hugo Sciascia, Sicología del apostolado ; versión de Ismael Fernández Gago, Madrid, Studium, 1966.
- Ugo Sciascia, Società in trasformazione e trasformazione dell'uomo: convegno di Rapallo per imprenditori e dirigenti, 7-10 marzo 1968, Velate di Varese, FAC, 1968.
- Pietro Di Mattei, Pierluigi Leoni e Ugo Sciascia, La droga, Bologna, Skema, 1970.
- Ugo Sciascia e Giovanni Rosa, Il problema della droga. Dalle motivazioni del fenomeno alla tematica dissuasiva e alla difesa sociale, (di) Ugo Sciascia ; Tossicomania e criminalità prevenzione e repressione, (di) Giovanni Rosa, Foggia, Adriatica, 1971.
- Ugo Sciascia, Alla conquista dello spazio, Brescia, La Scuola, 1971.
- Ugo Sciascia, Per una societa nuova: inizio di una ricerca partecipata, Bologna, L.Parma, 1973.
- Ugo Sciascia, Che significato ha questo nostro tempo? Conferenza tenuta da Ugo Sciascia il 22 maggio 1973 al Teatro La Fenice di Venezia, Bologna, L. Parma, 1973.
- Ugo Sciascia, Dopo il socialismo: conferenza tenuta il 10 gennaio 1974 col titolo "Per una societa nuova", in apertura del ciclo organizzato dall'Istituto di scienze religiose dell'Universita gregoriana, sull'argomento "L'uomo e il futuro: la speranza cristiana", Bologna, Poligrafici L. Parma, 1974.
- Ugo Sciascia, Per una società nuova dopo il socialismo: definizione di una ideologia per i cristiani e prime linee applicative: approccio 1975, Bologna, Luigi Parma, 1974.
- Ugo Sciascia, Crescere insieme oltre capitalismi e socialismi: rifondazione culturale dall'Italia, per l'Europa, al mondo, Napoli, Edizioni dehoniane, 1977.
- Ugo Sciascia e Costante Brovetto, Esperienza di Dio oggi in un mondo che cambia : negli esercizi spirituali, Roma, 1982.
- Ugo Sciascia, Pensare impegnati la vita : introduzione alla pastorale della cultura, Rivoli, Elle Di Ci, 1986.